# Tea Seiha
Tea Seiha (tiếng Khmer: ទៀ សីហា [tiə səjhaː], phiên âm tiếng Việt Tia Xây-ha; sinh ngày 31 tháng 8 năm 1980) là chính trị gia và đại tướng người Campuchia, ông hiện là Bộ trưởng Bộ Quốc phòng. Ông trước đây là thống đốc tỉnh Siem Reap từ năm 2018. Ông là con trai của cựu Bộ trưởng Quốc phòng Tea Banh.